# ドリフターズドン!
『ドリフターズドン!』は、1967年4月15日から同年9月30日までTBS系列局で放送されていたTBS製作のバラエティ番組である。鈴木日本堂（現・トクホン）の一社提供。放送時間は毎週土曜 12:15 - 12:45 （日本標準時）。

## 概要
ザ・ドリフターズ初の冠番組で、彼らがその他のレギュラーメンバーとともに社会風刺や風俗風刺を折り込んだダンスや寸劇を披露していた。
なおタイトル名はよーいドンから来ており、作は城悠輔が担当していた。

## 出演者
- ザ・ドリフターズ
- 木の実ナナ
- 東山明美
- 藤村俊二 - 主題歌の振り付けやギャグアドバイザーも兼任。

## 参考資料
- 産経新聞[どれ?]